# Most Ludendorffa
Most Ludendorffa (niem. Ludendorff-Brücke) – most kolejowy w niemieckim mieście Remagen (Nadrenia-Palatynat) o długości 325 metrów, zbudowany podczas I wojny światowej w celu zwiększenia efektywności transportu żołnierzy i materiałów wojennych na front zachodni. Autorem projektu mostu był Karl Wiener. Jego nazwa pochodzi od generała Ericha Ludendorffa.
Podczas II wojny światowej, 7 marca 1945 roku został zdobyty przez amerykańską 9 Dywizję Pancerną. Pierwszym żołnierzem na wschodnim brzegu był Amerykanin pochodzenia polskiego Alexander Drabik. Most Ludendorffa okazał się jedynym nietkniętym mostem na Renie w alianckich rękach, a dwie próby jego wysadzenia przez obrońców zakończyły się fiaskiem. Zdobycie mostu nazwano „cudem z Remagen”. Niemcy próbowali zniszczyć most za pomocą samolotów i pocisków V-2, ale bez powodzenia. 17 marca 1945 roku most Ludendorffa w wyniku uszkodzeń zawalił się, co spowodowało śmierć 30 amerykańskich żołnierzy.

## Film
Zdobycie mostu Ludendorffa przedstawiono w amerykańskim filmie wojennym Most na Renie (1969), w reżyserii Johna Guillermina.

## Galeria

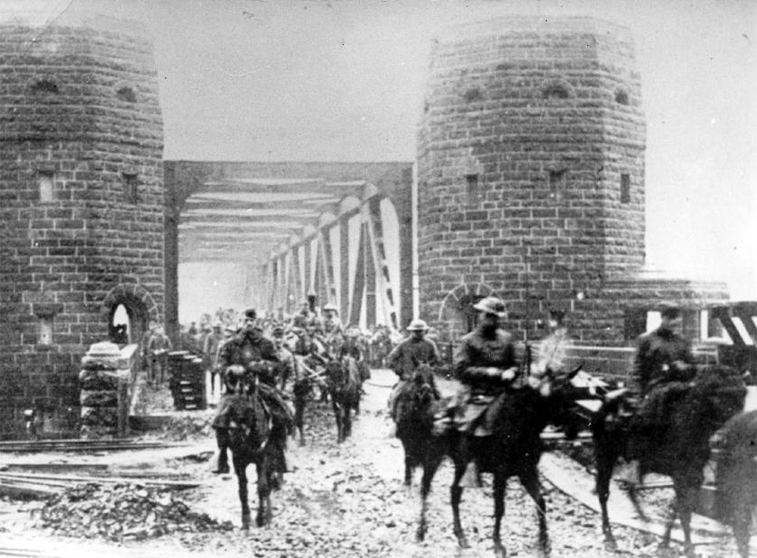
Amerykanie na moście Ludendorffa w roku 1918
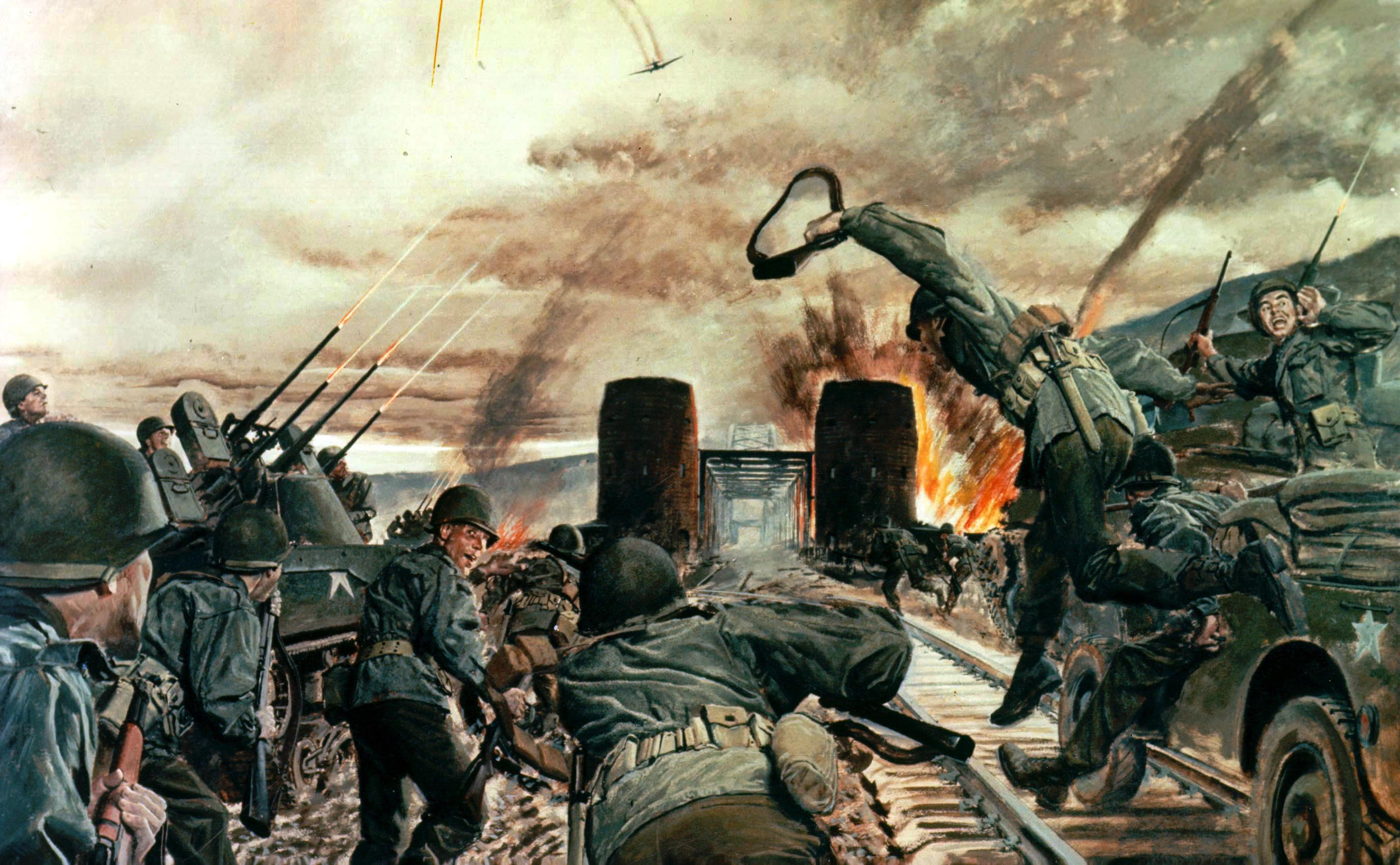
Plakat przedstawiający amerykański atak na most Ludendorffa
Amerykańskie wojska przekraczające most Ludendorffa na Renie
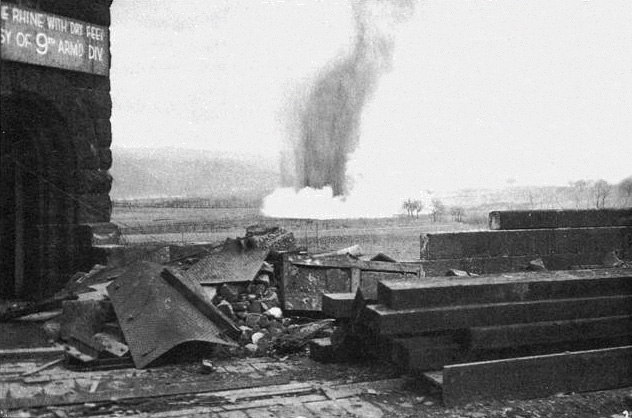
Eksplozja niemieckiej bomby która nie trafiła w most Ludendorffa, po zajęciu go przez Amerykanów